# 中国铁路18型客车
中国铁路18型客车是中国铁路供国际联运用的铁路客车。

## 概况

### 第一代
1955年至1959年由東德進口107輛高級客車，做為與蘇聯的國際聯運以及高級幹部公務車使用，之後編為18型客車。

### 第二代

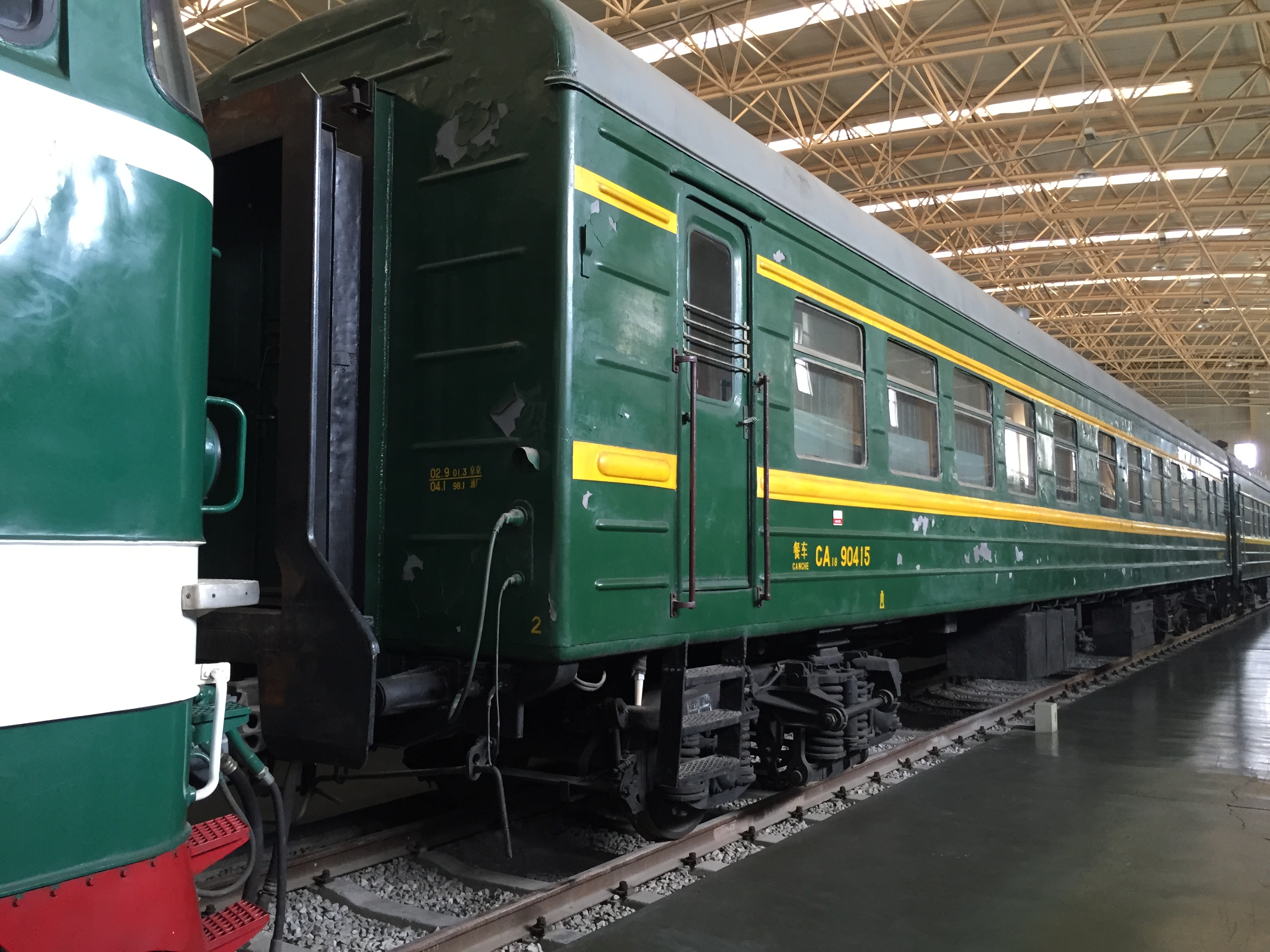
一辆早期型的CA_{18}餐车

18型客车于1960年代设计试制。车体外部轮廓尺寸及结构与中国铁路22型客车基本相同，采用UD2/UD3（準轨）/UD4（宽轨）型转向架，构造速度120km/h～140km/h。设有自发电空气调节装置。18型客车是供国际列车的专用车型，产量不大，后来也有部分用于国内旅客列车编组。18型客车有YW18型硬卧车、RW18型软卧车以及XL18型行李车和CA18型餐车等车种。
YW18型硬卧车于1966～1968年由青岛四方机车车辆厂设计研制。用于中国、蒙古、苏联国际旅客联运，后来用于中国、越南国际旅客联运。YW18型硬卧车与中国铁路国内使用的硬卧车采用两组三层卧铺敞开式单间的布局不同，为两组双层卧铺的9个四人包厢布局，和软卧车布局类似，只是舒适性稍差，定员36人，自重55吨，采用UD2型转向架，构造速度120km/h～140km/h。设有空调装置，30千瓦轴驱动式发电装置。
四方机车车辆厂于1971年～1973年改进设计研制YW18型硬卧车，定员36人，自重54吨，采用UD3（準轨）、UD4（宽轨）型转向架，构造速度140km/h。
RW18型软卧车于1964～1968年由四方机车车辆厂设计研制，用于中国、蒙古、苏联，中国、越南国际旅客联运。RW18型软卧车为8个四人包厢，定员32人，自重58吨，采用UD2型转向架。设有空调装置及30千瓦轴驱动式发电装置。还发现有用于国际联运的有单人以及双人高级软卧包厢的RW18软卧车，定员10人。
CA18型餐车1969年由南京浦镇车辆厂、唐山机车车辆厂投入生产。定员48人。设有餐室、厨房、贮藏室、小卖部及取暖用锅炉室。

### 第三代（18A型高級旅遊客車）
18型客車第三世代又稱為18A型高級旅遊客車，由青島四方機車車輛廠於1990年總計製造50輛。
18A型高級旅遊客車係以日圓貸款購買，於1988年在中國技術進出口總公司之國際招標中，由四方機車車輛廠以最低價格及高質量之技術保證得標。於1990年3月20日首輛客車完工驗收，同年9月25日全部50輛客車全部完工。於1990年10月26日至10月29日間，於天津至滄州路段進行試車，並通過制動、噪音、無線干擾、動力學等測試。
18A型高級旅遊客車車體採用鋼材預熱處理、鋼結構分段組銲、不锈钢耐候混焊等先進技術工藝。車體鋼結構外部表面潔淨度達到UIC國際標準，大修期間比一般客車提高2.5倍。兩側牆板未如22型客車有加強壓筋。轉向架採用206G型（標準軌）、207G型（寬軌）。車輛自重在52噸至56噸之間。構造速度160km/h。防寒、取暖能力達到室外溫度達零下50℃，維持室內溫度不低於20℃。取暖裝置為獨立鍋爐（煤、電兩用）溫水循環式。
18A型高級旅遊客車由硬臥車（YW18A型、定員36人）21輛、硬臥播音車（YW18A型、定員32人）4輛、軟臥車（RW18A型、定員32人）8輛、高級軟臥車（RW19A型、定員16人）12輛、行李車（XL18A型）5輛所組成。

### 第四代

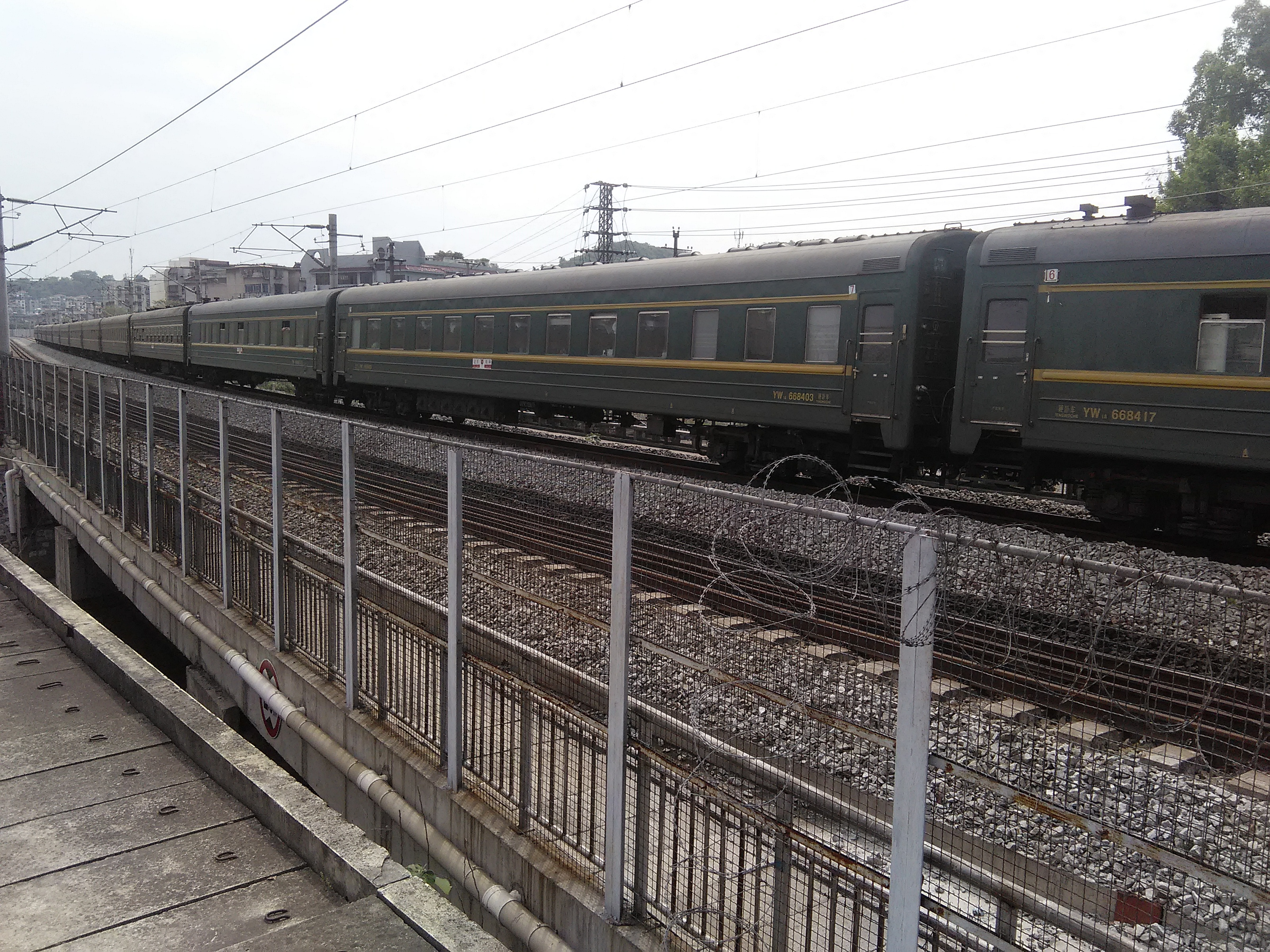
一部分第四代的18型客车被用于中国国内旅游列车。图为在桂林丽君路立交桥上拍摄的18型硬卧车。

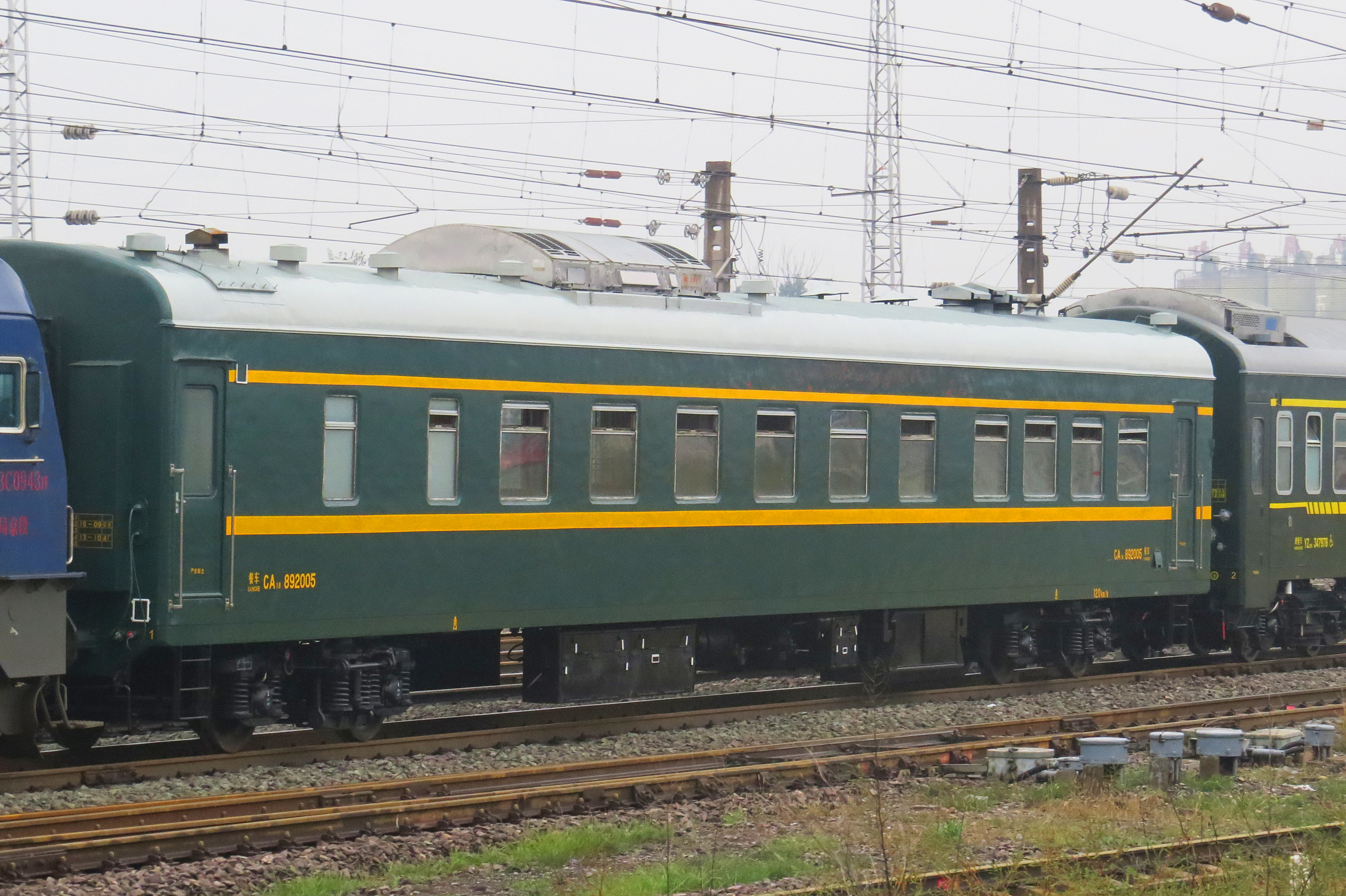
第四代CA18型餐车带有独立柴油发电机驱动的空调（摄于石景山南站）

18型客車第四世代是1995年向原東德DWA（Deutsche Waggonbau AG）進口。本型車係以原社会主义国家用標準客車為標準制造，目前配属於北京鐵路局，主要用於中俄國際聯運客車。

### 第五代（18型空调客车）
第五代18型客车由第四代设计更改而来，相较于第四代，第五代18型客车加装了空调，并大面积更新为25G型客车相同技术，转向架也统一为206G。KD18型空调发电车是配属乌鲁木齐铁路局的国际联运旅客列车用发电车，由四方機車車輛厂制造，最大运营速度120km/h。

## 技术参数
| 车种         | 18型客车 | 18型空调客车(乌局)                                               |
| ------------ | --- | ---------------------------------------------------------------- |
| 定員         | 硬卧车：36 / 32（帶广播室[第三代]） 28（带广播室与列车长办公室[第四代]） 软卧车：32 / 10（带高级软卧包厢） 高级软卧车：16 餐车：48（第二代）/ 40（第四代） 行李车：8 | 硬卧车：36 / 32（帶广播室） 高级软卧车：10 行李车、空调发电车：4 |
| 構造速度     | 140km/h | 140km/h                                                          |
| 最大运营速度 | 120km/h | 120km/h                                                          |
| 轉向架       | 硬卧车、软卧车、高级软卧车：UD3(准轨)、UD4(宽轨) 行李车：206G(准轨)(宽轨) 餐车：206G(准轨)                                                                           | 206G(准轨)(宽轨)                                                 |
| 供電制式     | 轮轴发电 高级软卧车、餐车：自带柴油发电机+轮轴发电 车辆改造：发电车集中供电（AC380V）                                                                                | 发电车集中供电（AC380V）                                         |
| 制動         | 踏面（轮缘）制动、104型制动机 | 踏面（轮缘）制动、104型制动机                                    |
| 採暖         | 鍋爐溫水循環 车辆改造：空調+電熱 | 空調+電熱                                                        |
| 生产厂商     | Deutsche Waggonbau AG 四方機車車輛厂 唐山机车车辆厂 南京浦镇车辆厂                                                                                                   | 四方機車車輛厂                                                   |

## 事故
1984年10月29日，4次国际联运列车（使用第二代18型客车）经由京包铁路运行至土木站内无人看守道口处，由于一辆拖拉机抢道，列车停车不及与拖拉机相撞，事故造成拖拉机上4人死亡，列车机后3至10位车辆脱轨，中断京包铁路正线行车40小时08分，直接经济损失293万元人民币。因这次事故涉及国际联运列车，中国政府对此十分重视，不久之后铁道部、交通部、公安部联合发布了《铁路道口通行规定》，要求加强国际列车通过沿线道口的安全管理。